# Spyridium daltonii
Spyridium daltonii är en brakvedsväxtart som först beskrevs av F.Müll., och fick sitt nu gällande namn av Kellermann. Spyridium daltonii ingår i släktet Spyridium och familjen brakvedsväxter. Inga underarter finns listade i Catalogue of Life.